# Řády, vyznamenání a medaile Jordánska

Řád jordánské hvězdy

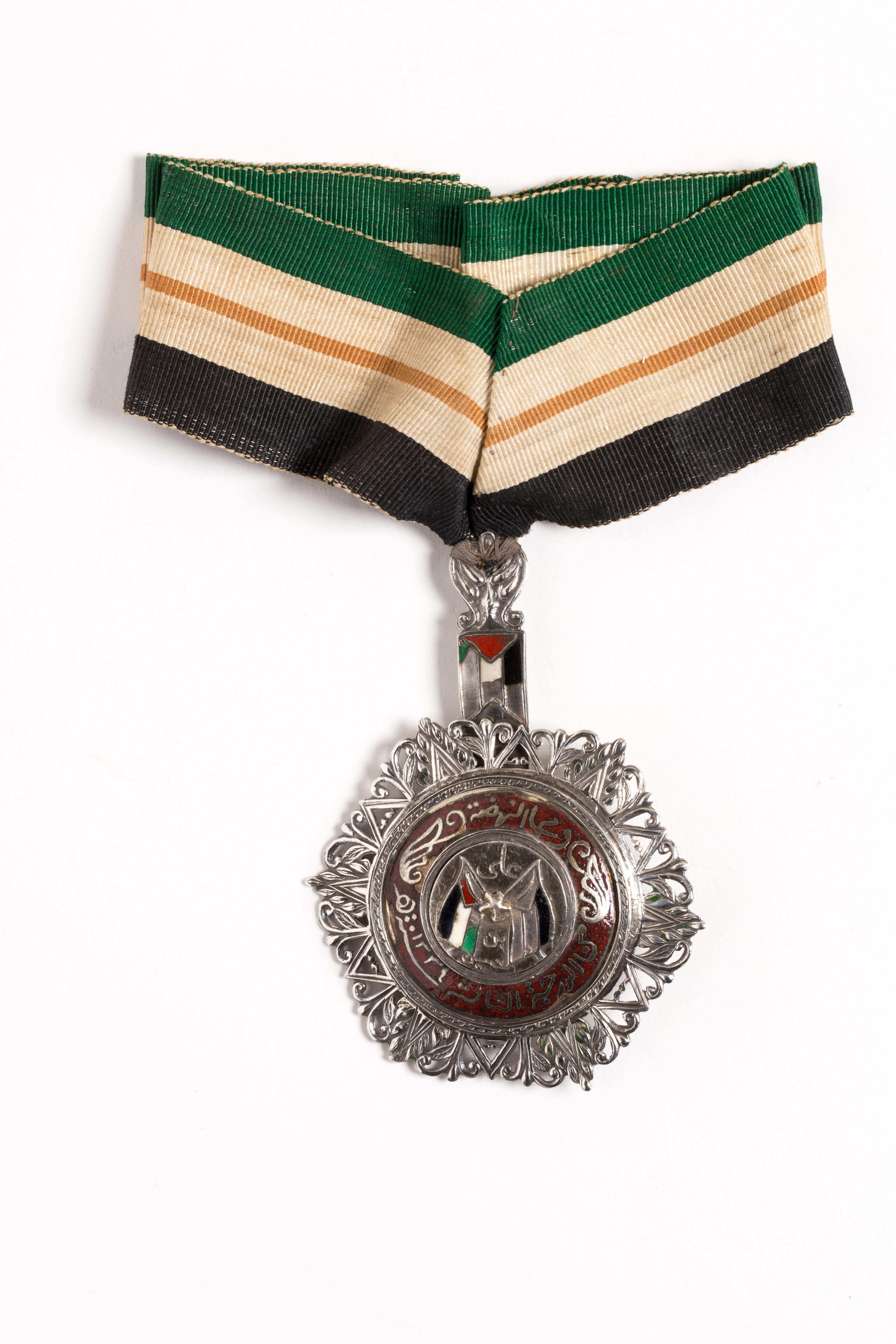
Nejvyšší řád renesance udělený Alfredu H. Marsackovi

Základ systému státních vyznamenání Jordánského království tvoří osm řádů. Doplněn je řadou medailí. Státní vyznamenání udílí jordánský král v souladu s platnými předpisy na doporučení předsedy vlády občanům Jordánska i cizím státním příslušníkům, a to civilistům i vojákům. Od roku 1986 se vyznamenání udílí při oslavách Dne nezávislosti, Dne armády a Výročí Velké arabské vzpoury 10. června.

## Kategorie jordánských vyznamenání
Podle zákona o vyznamenáních č. 97 z roku 2015 se státní vyznamenání Jordánska dělí do tří kategorií na civilní vyznamenání, vojenska vyznamenání a medaile pro zvláštní příležitosti.
Civilní vyznamenání jsou udělována civilistům a mohou být udělena i vojenskému personálu a právnickým osobám. Vojenská vyznamenání mohou být kromě vojenského personálu udělena i vojenským formacím a jednotkám. Medaile pro zvláštní příležitosti jsou zakládány z králova rozhodnutí, král určuje při jaké příležitosti jsou medaile vytvářeny a komu mohou být uděleny. Udíleny jsou na doporučení předsedy vlády na základě doporučení ministra či jiné kompetentní osoby či instituce. Mohou být udíleny jednotlivcům, organizacím i právnickým osobám. Způsob nošení těchto medailí, jejich podoba a další specifikace jsou dána rozhodnutím krále.

## Řády
- Řád al-Husajna bin Alího byl založen roku 1949 králem Abdalláhem I. Stuha je vínově červená.[4]
- Nejvyšší řád renesance byl založen roku 1917 šarifem a emírem Mekky Husajnem ibn Alím al Hášimím.[5]
- Řád hášimovské hvězdy byl založen roku 1971 jordánským králem Husajnem I. Stuha je červená.[6]
- Řád jordánské hvězdy byl založen dne 22. června 1949 jordánským králem Abdalláhem I. Udílen je za civilní či vojenské zásluhy.[7] Stuha je tmavě zelená při obou stranách s úzkým vínovým proužkem.[8]
- Řád nezávislosti byl založen roku 1921 emírem Husajnem ibn Alí al-Hášimím.[9] Udílen je za civilní či vojenské zásluhy. Stuha je fialová s bílým a černým pruhem na obou okrajích.[10]
- Řád Al-Husajna byl založen roku 1976 králem Husajnem I. Udílen je občanům Jordánska za zásluhy v různých oblastech lidské činnosti. Stuha sestává ze širokého bílého pruhu uprostřed, který je na obou stranách lemován trojicí stejně širokých proužků v barvě hnědé, zelené a hnědé.[11]
- Řád krále Abdalláha II. byl založen roku 2007. Udílen je za vojenské či civilní zásluhy.[12]
- Řád za vojenské zásluhy Al-Husajna byl založen roku 1976 jordánským králem Husajnem I. Udílí se občanům Jordánska, a to příslušníkům ozbrojených sil i civilistům, za vojenské zásluhy.[11][13]

## Medaile
- Medaile cti byla založena králem Abdalláhem I. v roce 1951. Udílena je za činy hrdinství a sebeobětování.[14]
- Medaile za odvahu je udílena ve třech třídách, zlaté, stříbrné a bronzové.
- Medaile znamenitosti al-Husajna byla založena roku 1986 a udílena je ve třech třídách.[14]
- Medaile za dlouholetou službu byla založena králem Abdalláhem I. v roce 1948. Udílena je za dlouholetou a příkladnou službu příslušníkům ozbrojených sil.[14]
- Služební medaile byla založena dne 13. února 1972.[14]
- Medaile za válečné zranění je udílena za zranění či zabití v boji. Založeno bylo v prosinci 1975.[14]
- Medaile za velení byla založena roku 1975 a nejprve byla udílena pouze jako stuha. Jako celá medaile je udílena přibližně od roku 1986. Udílena je velitelům polních formací, kteří se během dvanácti měsíců vyznamenali svým kompetentním velením.[15]
- Medaile za technické a administrativní dovednosti byla založena roku 1986. Udílena je příslušníkům ozbrojených sil za úspěchy při udržování vysoké úrovně administrativní a technické způsobilosti.[16]
- Medaile za výcvik byla založena v říjnu 1976.[14]
- Medaile za stříbrné výročí byla založena dne 11. srpna 1977. Udělena byla všem příslušníkům jordánské armády, kteří byli ve službě v den 25. výročí krále Husajna I.[17]
- Medaile k 40. výročí Husajnovy vlády byla založena dne 31. prosince 1992.[14]
- Pamětní medaile nástupu krále Abdalláha I. na trůn byla založena roku 1999.[14]
- Medaile za usmíření a soulad
- Pamětní medaile na dobývání Ma'ánu byla založena dne 5. května 1918. Udílena byla jako pamětní medaile účastníkům bitvy o Ma'án.[14]
- Medaile arabské nezávislosti byla udílena jako pamětní vyznamenání na arabské povstání. Založena byla roku 1921.[14]
- Medaile za společné vojenské operace byla udílena jako pamětní medaile na boje v Iráku a Sýrii během druhé světové války.
- Medaile za vítězství ve válce 1939–1945 byla udílena na památku vítězství ve druhé světové válce.[18] Založena byla roku 1945 králem Abdalláhem I.[14]
- Medaile za vojenské operace v Palestině byla udílena jako pamětní medaile na první arabsko-izraelskou válku. Založena byla králem Abdalláhem I. roku 1948.[14]
- Medaile za službu Jordánsku patří k privátním vyznamenáním zřízeným králem Husajnem I. a udílené příslušníkům britské armády, jež sloužili v letech 1946 až 1958 po boku Jordánska.[19]
- Pamětní medaile bitvy o Karamah byla udílena jako pamětní medaile na čtvrtou arabsko-izraelskou válku. Založena byla roku 1969.[20]
- Medaile Velké ramadánové války byla udílena jako pamětní medaile na jomkupurskou válku. Založena byla 1. ledna 1974.[21]
- Medaile za mírové operace byla založena králem Husajnem. Udílena je za účast v mírových operacích.[14]